# Panelus crenatus
Panelus crenatus är en skalbaggsart som beskrevs av Shuhei Nomura 1973. Panelus crenatus ingår i släktet Panelus och familjen bladhorningar. Inga underarter finns listade i Catalogue of Life.